# Sở Ti Ngao
Sở vương Bỉ (chữ Hán: 楚王比, ?-529 TCN), còn gọi là Sở Ti Ngao (楚訾敖) tên thật là Hùng Bỉ (熊比), tự là Tử Can (子干), là vị vua thứ 30 của nước Sở - chư hầu nhà Chu trong lịch sử Trung Quốc.
Ông là con thứ ba của Sở Cung vương, vua thứ 26 của nước Sở, em Sở Khang vương, vua thứ 27 của nước Sở và Sở Linh vương, vua thứ 29 của nước Sở.

## Sự nghiệp
Năm 541 TCN, Sở Linh vương giết vua Sở là Sở Giáp Ngao đoạt ngôi, đuổi công tử Bỉ sang nước Tấn.
Năm 529 TCN, Sở Linh vương đánh nước Từ, em ông là Sái công Khí Tật theo ý của cựu thần nước Sái (nước Sái đã bị Sở Linh vương diệt), nổi loạn chống Linh vương rồi đón Hùng Bỉ và một người em khác của ông là Hùng Hắc Quang về nước và tôn ông làm vua, Tử Tích (tức Hắc Quang) được phong làm Lệnh doãn. Các đại phu khuyên ông:"Không giết Khí Tật thì sau sẽ mang họa" nhưng ông không nghe. Năm tháng sau, Khí Tật lại nổi loạn, giả danh Sở Linh vương đem quân về kinh, Hùng Bỉ không chống lại được cùng Tử Tích tự tử. Khí Tật lên ngôi, tức Sở Bình vương, cho an táng thi hài của ông ở Ti Gia, nên ông còn được gọi là Ti Ngao.